# Saison 1979-1980 des Celtics de Boston
La saison 1979-1980 des Celtics de Boston est la 34e saison de la franchise américaine de la National Basketball Association (NBA).
Renforcés par le rookie Larry Bird, les Celtics améliorent leur bilan de 29-53 de l’année précédente, à 61-21, et accèdent à la finale de conférence Est, mais s'inclinent contre les 76ers de Philadelphie, 4-1.

## Draft
| Tour | Rang | Joueur          | Position | Nationalité | Provenance           |
| ---- | ---- | --------------- | -------- | ----------- | -------------------- |
| 3    | 53   | Wayne Kreklow   | SG       | États-Unis  | Drake                |
| 3    | 61   | Ernesto Malcolm | SG       | Panama      | Briarcliff           |
| 4    | 68   | Nick Galis      | SG       | États-Unis  | Seton Hall           |
| 5    | 90   | Jimmy Allen     |          | États-Unis  | New Haven            |
| 7    | 130  | Steve Castellan | PF       | États-Unis  | Virginia             |
| 8    | 149  | Glenn Sudhop    | C        | États-Unis  | North Carolina State |
| 9    | 168  | Kevin Sinnett   |          | États-Unis  | Navy                 |
| 10   | 186  | Alton Byrd      | PG       | États-Unis  | Columbia             |

## Classements de la saison régulière
| Conférence Est | Conférence Est         | Conférence Est | Conférence Est | Conférence Est |
| No             | Franchise              | Vic.           | Déf.           | PCT            |
| -------------- | ---------------------- | -------------- | -------------- | -------------- |
| 1              | Celtics de Boston      | 61             | 21             | 74.4           |
| 2              | Hawks d'Atlanta        | 50             | 32             | 61.0           |
| 3              | 76ers de Philadelphie  | 59             | 23             | 72.0           |
| 4              | Rockets de Houston     | 41             | 41             | 50.0           |
| 5              | Spurs de San Antonio   | 41             | 41             | 50.0           |
| 6              | Bullets de Washington  | 39             | 43             | 47.6           |
|                |                        |                |                |                |
| 7              | Knicks de New York     | 39             | 43             | 47.6           |
| 8              | Cavaliers de Cleveland | 37             | 45             | 45.1           |
| 8              | Pacers de l'Indiana    | 37             | 45             | 45.1           |
| 10             | Nets du New Jersey     | 34             | 48             | 41.5           |
| 11             | Pistons de Détroit     | 16             | 66             | 19.5           |

| Division Atlantique   | V  | D  | PCT  | GB |
| --------------------- | -- | -- | ---- | -- |
| Celtics de Boston     | 61 | 21 | 74.4 | -  |
| 76ers de Philadelphie | 59 | 23 | 72.  | 2  |
| Bullets de Washington | 39 | 43 | 47.6 | 22 |
| Knicks de New York    | 39 | 43 | 47.6 | 22 |
| Nets du New Jersey    | 34 | 48 | 41.5 | 27 |

## Effectif
| Numéro | Joueur           | Position | Provenance               |
| ------ | ---------------- | -------- | ------------------------ |
| 7      | Tiny Archibald   | PG       | Texas-El Paso            |
| 12     | Don Chaney       | SG       | Houston                  |
| 18     | Dave Cowens      | C        | Florida State            |
| 30     | M.L. Carr        | SF       | Guilford College         |
| 31     | Cedric Maxwell   | SF       | UNC Charlotte            |
| 32     | Jeff Judkins     | SF       | Utah                     |
| 33     | Larry Bird       | PF       | Indiana State University |
| 42     | Chris Ford       | SG       | Villanova                |
| 43     | Gerald Henderson | PG       | Virginia Commonwealth    |
| 44     | Pete Maravich    | SG       | LSU                      |
| 45     | Eric Fernsten    | PF       | San Francisco            |
| 53     | Rick Robey       | C        | Kentucky                 |

## Playoffs

### Premier tour
Les Celtics sont exemptés du premier tour.

### Demi-finale de conférence
(1) Celtics de Boston vs. (4) Rockets de Houston : Boston remporte la série 4-0
- Game 1 @ Boston : Boston 119, Houston 101
- Game 2 @ Boston : Boston 95, Houston 75
- Game 3 @ Houston : Boston 100, Houston 81
- Game 4 @ Houston : Boston 138, Houston 121

### Finale de conférence
(1) Celtics de Boston vs. (3) 76ers de Philadelphie : Boston s'incline dans la série 1-4
- Game 1 @ Boston : Philadelphie 96, Boston 93
- Game 2 @ Boston : Boston 96, Philadelphie 90
- Game 3 @ Philadelphie : Philadelphie 99, Boston 97
- Game 4 @ Philadelphie : Philadelphie 102, Boston 90
- Game 5 @ Boston : Philadelphie 105, Boston 94

## Statistiques

### Saison régulière
| Joueur           | MJ | MC | MPG  | FG%  | 3P%  | FT%  | RPG  | APG | SPG | BPG | PPG  |
| ---------------- | -- | -- | ---- | ---- | ---- | ---- | ---- | --- | --- | --- | ---- |
| Tiny Archibald   | 80 | 80 | 35.8 | .482 | .222 | .830 | 2.5  | 8.4 | 1.3 | 0.1 | 14.1 |
| Larry Bird       | 82 | 82 | 36.0 | .474 | .406 | .836 | 10.4 | 4.5 | 1.7 | 0.6 | 21.3 |
| M.L. Carr        | 82 | 7  | 24.3 | .474 | .293 | .739 | 4.0  | 1.9 | 1.5 | 0.4 | 11.1 |
| Don Chaney       | 60 | 0  | 8.7  | .354 | .167 | .762 | 1.2  | 0.6 | 0.5 | 0.2 | 2.8  |
| Dave Cowens      | 66 | 55 | 32.7 | .453 | .083 | .779 | 8.1  | 3.1 | 1.0 | 0.9 | 14.2 |
| Eric Fernsten    | 56 | 0  | 7.7  | .464 |      | .635 | 1.7  | 0.5 | 0.3 | 0.2 | 3.1  |
| Chris Ford       | 73 | 73 | 29.0 | .465 | .427 | .754 | 2.5  | 2.9 | 1.5 | 0.4 | 11.2 |
| Gerald Henderson | 76 | 2  | 14.0 | .500 | .333 | .690 | 1.1  | 1.9 | 0.6 | 0.2 | 6.2  |
| Jeff Judkins     | 65 | 0  | 10.4 | .504 | .407 | .816 | 1.0  | 0.7 | 0.4 | 0.1 | 5.4  |
| Pete Maravich    | 26 | 4  | 17.0 | .494 | .750 | .909 | 1.5  | 1.1 | 0.3 | 0.1 | 11.5 |
| Cedric Maxwell   | 80 | 80 | 34.3 | .609 |      | .787 | 8.8  | 2.5 | 1.0 | 0.8 | 16.9 |
| Rick Robey       | 82 | 27 | 23.4 | .521 | .000 | .684 | 6.5  | 1.1 | 0.6 | 0.2 | 11.5 |

### Playoffs
| Joueur           | MJ | MC | MPG  | FG%  | 3P%  | FT%  | RPG  | APG | SPG | BPG | PPG  |
| ---------------- | -- | -- | ---- | ---- | ---- | ---- | ---- | --- | --- | --- | ---- |
| Tiny Archibald   | 9  | 9  | 36.9 | .506 | .500 | .881 | 1.2  | 7.9 | 1.1 | 0.0 | 14.2 |
| Larry Bird       | 9  | 9  | 41.3 | .469 | .267 | .880 | 11.2 | 4.7 | 1.6 | 0.9 | 21.3 |
| M.L. Carr        | 9  | 0  | 19.1 | .400 | .400 | .667 | 3.7  | 1.2 | 0.7 | 0.1 | 9.1  |
| Dave Cowens      | 9  | 9  | 33.4 | .476 | .000 | .909 | 7.3  | 2.3 | 1.0 | 0.8 | 12.0 |
| Eric Fernsten    | 5  | 0  | 3.6  | .333 |      | .667 | 1.0  | 0.0 | 0.0 | 0.6 | 1.2  |
| Chris Ford       | 9  | 9  | 31.0 | .430 | .154 | .800 | 2.8  | 2.3 | 1.6 | 0.7 | 9.1  |
| Gerald Henderson | 9  | 0  | 11.2 | .405 | .000 | .600 | 1.1  | 1.3 | 0.4 | 0.0 | 4.7  |
| Jeff Judkins     | 7  | 0  | 1.4  | .500 | .333 |      | 0.6  | 0.0 | 0.1 | 0.0 | 1.3  |
| Pete Maravich    | 9  | 0  | 11.6 | .490 | .333 | .667 | 0.9  | 0.7 | 0.3 | 0.0 | 6.0  |
| Cedric Maxwell   | 9  | 9  | 35.6 | .634 |      | .754 | 10.0 | 2.1 | 0.6 | 1.1 | 18.2 |
| Rick Robey       | 9  | 0  | 16.8 | .453 | .000 | .500 | 3.6  | 1.1 | 0.8 | 0.3 | 6.1  |